# Gerhardus Hermanus Bernardus Ditters
Gerhardus Hermanus Bernardus Ditters (Doetinchem, 21 mei 1902 – 3 mei 1974) was een Nederlands politicus.
Hij werd geboren als zoon van Gerhardus Hendricus Ditters (1860-1941; timmerman) en Elisabeth Winters (1858-1925). Na de hbs werd hij rond 1921 volontair bij de gemeentesecretarie van Elst. Twee jaar later volgde daar zijn benoeming tot ambtenaar ter secretarie. In februari 1935 werd Ditters de burgemeester van Wamel als opvolger van G.J.J. Wouters; de latere gouverneur van het Gebiedsdeel Curaçao (Nederlandse Antillen). Ditters ging in juni 1967, na ruim 32 jaar burgemeester van Wamel te zijn geweest, met pensioen. Hij overleed in 1974 op 71-jarige leeftijd.